# Лакнекси
Лакнекси́ (фр. Laquenexy) — коммуна на северо-востоке Франции, регион Гранд-Эст (бывший Эльзас — Шампань — Арденны — Лотарингия), департамент Мозель. Входит в кантон Панж.

## Географическое положение

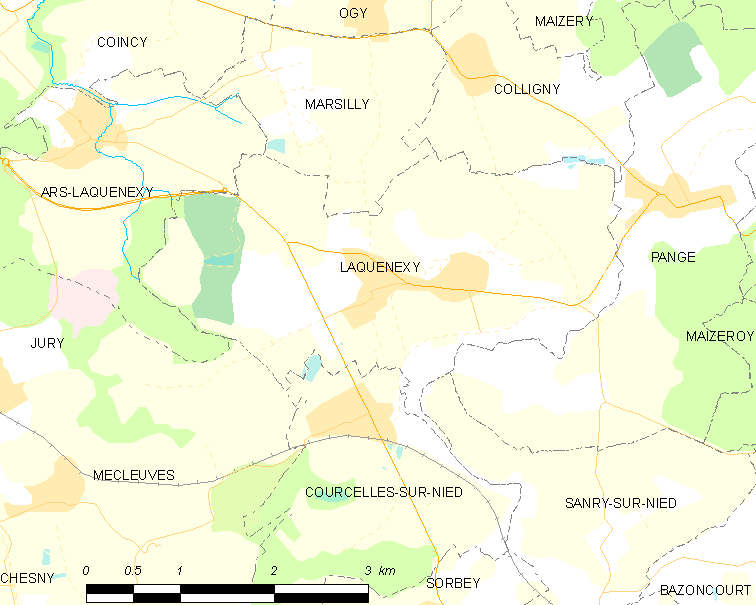
Лакнекси на карте Франции.

Лакнекси расположен в 290 км к востоку от Парижа и в 11 км к юго-востоку от Меца.

## История
- Деревня входила в регион Сольнуа и сеньорат де Курсель-сюр-Нье, принадлежавший аббатству Сен-Венсан-де-Мец.
- В 1813 году Лакнекси был объединён с Виллер-Лакнекси.
- После поражения Франции во франко-прусской войне 1870—1871 годов вместе с Эльзасом и департаментом Мозель был передан Германии по Франкфуртскому миру и был частью Германии до 1918 года, когда по Версальскому договору вновь перешёл к Франции.

## Демография
По переписи 2011 года в коммуне проживало 1 038 человек.

## Достопримечательности
- Фруктовый сад, основан в 1904 году как тестовый сад для различных сортов винограда. В настоящее время содержит более тысячи сортов винограда, мирабели и сливы.